# Martin-Heinrich Wilkens
Martin-Heinrich Wilkens (* 26. September 1888 in Hemelingen; † 3. Juni 1966 in Bremen) war ein deutscher Unternehmer und Politiker (DDP, DStP, später BDV, CDU).

## Biografie

### Ausbildung und Beruf
Wilkens war der Urenkel des Goldschmiedemeisters und Silberwarenfabrikanten Martin Heinrich Wilkens aus Hemelingen und Enkel von Diedrich Wilkens. Er besuchte das Gymnasium, erlernte das Silberschmiedehandwerk und studierte Sprachen in der Schweiz. Er gründete 1912 eine Silberwarenfabrik in Bologna. Ab 1917 war er Inhaber und Generaldirektor der 1810 von seinem Urgroßvater gegründeten Metallwarenfabrik M. H. Wilkens & Söhne AG. Daneben fungierte er als Vorsitzender des Verbandes der Silberwarenfabrikanten Deutschlands. 1921 erwarb er die Bremer Silberwarenfabrik.

### Politik
Wilkens schloss sich nach der Novemberrevolution der Deutschen Demokratischen Partei (DDP) an, aus der 1930 die Deutsche Staatspartei (DStP) hervorging. Von 1919 bis 1933 war er Gemeinderat in Hemelingen.
Nach dem Zweiten Weltkrieg trat Wilkens zunächst in die Bremer Demokratische Volkspartei (BDV) ein und war 1946 als Mitglied des Zonenbeirates Gutachter im Sonderausschuss für den Neuaufbau der Länder in der Britischen Zone. 1947 wechselte er zur CDU Bremen über, deren Landesvorsitz er 1951/52 übernahm. 
Von 1947 bis 1951 gehörte er als Abgeordneter der Bremischen Bürgerschaft an. Vom 29. November 1951 bis zum 4. April 1952 war er Senator für Ernährung und Landwirtschaft der Freien Hansestadt Bremen im Senat von Wilhelm Kaisen (SPD). Zwar wurde Wilkens offiziell zum Senator vereidigt, trat in dieser Funktion jedoch krankheitsbedingt nicht in Erscheinung. Infolgedessen übernahm 1952 Helmut Yström (CDU) dieses Amt. Sein Gehalt stellte er der Bremer Volkshilfe zur Verfügung.

### Handelskammer
1945 ernannte ihn auf Vorschlag von Senator Hermann Apelt (DVP, BDV/FDP) die amerikanische Militärregierung zum Präses der Handelskammer Bremen. 1949 wurde er vom Plenum der Kammer gewählt und er war Präses bis 1952 und von 1952 bis 1959 Vizepräses der Kammer.